# Leptophion alleni
Leptophion alleni är en stekelart som beskrevs av Ian D. Gauld och Mitchell 1981. Leptophion alleni ingår i släktet Leptophion och familjen brokparasitsteklar. Inga underarter finns listade i Catalogue of Life.